# Anisodes obliterata
Anisodes obliterata är en fjärilsart som beskrevs av Louis Beethoven Prout 1933. Anisodes obliterata ingår i släktet Anisodes och familjen mätare. Inga underarter finns listade i Catalogue of Life.